# Mauger de Rouen
Mauger de Rouen (en latin : Malgerius Rothomagensis), né après 1017 - † avant 1060) est un archevêque normand de Rouen (1037-1055), capitale du duché de Normandie.

## Famille
Mauger de Rouen est le fils du duc de Normandie Richard l'Irascible et de sa seconde épouse nommée Papie (Papia) († après 1047), issue d'une famille du Talou. Il eut un fils nommé Michel(† après 1127), un chevalier brave et digne, aimé et traité avec honneur dans sa vieillesse par le roi Henri Beauclerc comme « probatum militem et legitum ».

## Biographie
Membre important des « Richardides », il devient l'un des adversaires les plus acharnés de son jeune neveu Guillaume le « Bâtard », duc de Normandie depuis 1035.
En 1037, malgré son jeune âge, Mauger devient archevêque de Rouen, capitale du duché, et succède à un autre richardide, son oncle Robert le Danois, comte d'Évreux.
Entre 1052 et 1054, l'archevêque Mauger se conduit comme un prince rebelle. Peu après la défaite et le bannissement de son frère Guillaume de Talou, comte d'Arques, et la victoire du duc Guillaume à la bataille de Mortemer, Mauger est déposé au concile de Lisieux en mai 1055, en présence d'Hermenfroi, évêque de Sion et légat du pape. En effet, non seulement le duc Guillaume tient à affirmer son pouvoir et à éliminer ses opposants, en particulier les Richardides mais en plus, il fait entreprendre de nombreuses réformes concernant l'Église normande, s'opposant notamment à ce que les prêtres entretiennent ouvertement des concubines. Mauger, qualifié de débauché et d'ivrogne, accusé d'entretenir des concubines et de s'opposer constamment au pouvoir du duc, est condamné au ban avant d'être envoyé sur l'île de Guernesey,, où il meurt noyé, alors qu'il est ivre. Il ne faut toutefois pas le dénigrer totalement car il a convoqué un concile à Rouen qui condamna la simonie avant que le pape ne lance sa réforme depuis Reims. Il est inhumé à Cherbourg.
Selon l'écrivain normand Wace, Mauger pratiquait la magie et possédait un lutin (cf. gobelin) nommé Toret (petit Thor ?) qui obéissait à son commandement mais que personne ne pouvait voir : 

« Plusors distrent por vérité,

Ke un déable aveit privé,

Ne sai s esteit lutin u non,

Ne sai nient de sa façon,

Toret se feseit apeler,

E Toreit se feseit nomer,

E quant Maugier parler voleit,

Toret apelout si veneit,

Plusors les poeient oïr,

Maiz nus d els nés poet véir. »

## Notices
- Gallica : Orderic Vital, Histoire de la Normandie : En ligne.